# Élection présidentielle américaine de 1888
L'élection présidentielle américaine de 1888 se tient le 6 novembre 1888.
Elle se solde par la défaite du président sortant Grover Cleveland, qui obtient cependant plus de voix que son concurrent, le républicain Benjamin Harrison.

## Désignation des candidats

### Parti démocrate
Le président sortant Grover Cleveland se représente avec un bilan économique et politique tout à fait positif, et n'a pas de concurrent lors de la convention du parti, qui se tient du 5 au 7 juin à Saint Louis. Il est donc désigné à l'unanimité.
Les démocrates ont dû choisir un remplaçant pour la vice-présidence, Thomas A. Hendricks ayant décédé après huit mois de fonction le 25 novembre 1885. L'ancien sénateur de l'Ohio, Allen G. Thurman l'emporte largement dès le premier tour avec près de 700 voix contre 101 au gouverneur de l'Indiana Isaac P. Gray.

### Parti républicain
La convention du Parti républicain se tient à Chicago du 19 au 25 juin. 
Le candidat le plus sérieux malgré sa défaite en 1884, James Blaine, refuse de se porter candidat, estimant que seule une convention quasi unanime pourrait lui permettre de l'emporter, alors qu'il ne pense pas être en mesure de l'obtenir.
Une pléthore de candidats se présente donc : pas moins de onze candidats déclarés ou sérieux au premier tour, dont deux soutenus par Blaine, Sherman et Harrison.
Le sénateur de l'Ohio, John Sherman, arrive en tête avec 229 voix. Arrive ensuite l'ancien secrétaire au trésor Walter Quintin Gresham, qui rassemble 111 suffrages. L'industriel Chauncey Depew est troisième, avec 99 voix. Benjamin Harrison n'en obtient que 80, soit encore moins que l'ancien gouverneur du Michigan Russell Alger. 35 voix se portent encore sur Blaine.
Au fil des scrutins, Sherman plafonne autour de 230 voix, ce qui est loin des 409 nécessaires. Rapidement, il apparaît que ni Alger, ni Gresham ne sont en mesure de rassembler très au-delà de leurs partisans. Ce n'est cependant qu'au quatrième tour de scrutin qu'Harrison commence à faire figure de challenger sérieux, notamment du fait du retrait de Depew. Il est finalement désigné après huit tours de scrutins, avec 544 voix contre 118 à Sherman, 100 à Alger et 59 à Gresham.
La candidature d'Harrison, loin d'être faite d'enthousiasme, s'impose par une série de facteurs : son positionnement politique dans la ligne des républicains, sa réputation militaire, mais aussi tout simplement le fait qu'il vient de l'Indiana, État jugé crucial pour l'élection.
La désignation du candidat à la vice-présidence est plus rapide, un en seul tour de scrutin, avec 591 voix, Levi Morton obtient l'investiture.
En 1895, John Sherman, dans ses mémoires, accusera Alger d'avoir acheté des votes durant la convention, sans jamais pouvoir en fournir la preuve.

### Parti de la prohibition
Le Parti de la prohibition a largement gagné en influence depuis 1884. Lors de sa convention nationale, qui se tient à Indianapolis, il réunit des délégués venant de quasiment tous les États (seuls trois ne sont pas représentés). Celle-ci désigne à l'unanimité le général Clinton Fisk comme candidat, sur un ticket comprenant aussi John Brooks.

### Parti de l'union travailliste -  Parti unifié du travail
Le parti de l'union travailliste est fondé en 1887, à Cincinnati. Il tient sa première convention en 1888, conjointement au Parti unifié du travail. L'objectif de désigner un ticket commun n'est pas atteint, et chacun des deux partis en ressort avec ses propres candidats : Alson Streeter  pour le parti de l'union travailliste, et Robert Cowdrey pour le parti unifié du travail.

### Parti greenback
La présidence Cleveland a marqué le reflux des greenback, qui peinent à présenter des candidats aux élections intermédiaires de 1886. La convention nationale qui se tient le 16 mai à Cincinnati rassemble si peu de délégués qu'elle décide de se séparer sans avoir pris de décision. Une seconde convention, appelée pour le 16 août, ne rassemble que sept délégués. Elle constate l'impossibilité pour le parti de présenter des candidats. Cette convention est cependant la dernière manifestation politique du National Greenback Labor Party, qui disparaît ensuite.

### Parti américain
Le Parti américain, se présentant souvent encore sous l'étiquette "anti-maçonnique", est lui aussi en difficulté. Sa convention tourne court, compte tenu du départ d'un nombre important de délégués, lassés de voir les délégations de New York et de Californie, qui représentent 55 % des mandats, prendre toutes les décisions. Il ne reste qu'à peine plus de la moitié des délégués présents à l'ouverture pour désigner un ticket peu viable. James Curtis est candidat à la présidence, mais James Greer, désigné par la convention, refuse de se porter candidat à la vice-présidence. Il est remplacé par Peter Wigginton

### Parti de l'égalité des droits
Belva Lockwood est de nouveau désignée comme candidate à la présidence, sans grand débat.

### Parti de la réforme industrielle
Désigné par le petit Parti de la réforme industrielle, Albert Redstone obtient le soutien de quelques responsables greenback en déshérence. Il ne se présente cependant que dans une dizaine d'États.

## Campagne électorale
Sur le fond, la campagne se fait essentiellement sur la question des taxes douanières. Harrison défend des positions protectionnistes, tandis que Cleveland est favorable à une baisse des taxes pour faire baisser les prix. Les candidats s'opposent aussi sur la question des pensions de guerre, soutenues par Harrison, et, comme souvent dans cette période, sur la question monétaire, Cleveland défendant une monnaie non indexée. 
Elle est surtout marquée par le fait que, pour la première fois, un candidat, Harrison, mène lui-même sa campagne et participe à de nombreuses réunions électorales. Le président sortant Cleveland, pour sa part, reste fidèle à la tradition et laisse ses partisans mener campagne pour lui.
Celle-ci est cependant émaillée des traditionnels coups bas de la politique américaine de l'époque : des accusations d'achat de vote, de part et d'autre, mais aussi une manipulation venant du camp républicain. Un partisan d'Harrison écrit en effet, sous pseudonyme, une lettre à l'ambassadeur de Grande-Bretagne, se faisant passer pour un Britannique ayant acquis la nationalité américaine et souhaitant savoir pour quel candidat voter. L'ambassadeur lui ayant répondu fort imprudemment en vantant les mérites de Cleveland, les républicains utilisent la lettre comme argument démontrant le caractère plus patriote de leur candidat. Cet épisode coute sa place à l'ambassadeur.

## Résultats
L'élection de 1888 est une des rares qui conduisent à la victoire d'un candidat ayant obtenu moins de voix qu'un de ses rivaux. On considère en général que c'est la courte victoire d'Harrison dans l'État de New York, pourtant État d'origine de Cleveland, qui désigne 36 grands électeurs, qui a fait basculer le scrutin. Par ailleurs, les démocrates obtiennent des résultats très élevés dans les États du Sud (plus des deux tiers des suffrages exprimés en Alabama, Géorgie, Louisiane, Mississippi, Caroline du Sud et Texas), sans commune mesure avec les meilleurs résultats républicains dans les États gagnés par Harrison, ce qui explique l'écart de voix au niveau national.
| Candidats                           | Parti                   | Grands électeurs | Vote populaire | Vote populaire |
| ----------------------------------- | ----------------------- | ---------------- | -------------- | -------------- |
| Candidats                           | Parti                   | Grands électeurs | Voix           | %              |
| Benjamin Harrison / Levi Morton     | Parti républicain       | 233              | 5 443 892      | 47,80 %        |
| Grover Cleveland / Allen Thurman    | Parti démocrate         | 168              | 5 534 488      | 48,63 %        |
| Clinton Fisk / John Brooks          | Parti de la prohibition |                  | 249 819        | 2,20 %         |
| Alson Streeter / Charles Cunningham | Union travailliste      |                  | 146 602        | 1,31 %         |
| Robert Cowdrey / William Wakefield  | Parti unifié du travail |                  | 1 612          | 0,01 %         |
| autres                              |                         |                  | 4 110          |                |
| Total                               | Total                   | 401              | 11 383 341     |                |

## Dans la culture populaire
Dans la partie 7 du manga Jojo's Bizarre Adventure de Hirohiko Araki, Steel Ball Run, le Président élu à la suite de ces élections de 1888 est l'antagoniste principal de la partie, Funny Valentine.